# /dev/zero
En sistemas operativos tipo Unix, /dev/zero es un archivo especial que provee tantos caracteres null (ASCII NUL, 0x00; no el carácter ASCII "0", 0x30) como se lean desde él. Uno de los usos típicos es proveer un flujo de caracteres para sobreescribir información. Otro uso puede ser para generar un archivo "limpio" de un determinado tamaño. Usando mmap para mapear /dev/zero al espacio de memoria virtual, es la manera en que BSD implementa memoria compartida.
```
# Destruir información en una partición
dd if=/dev/zero of=/dev/hda8
```

```
# Crear un archivo de (1
MiB
) lleno de "ceros" de nombre 'vacío'
dd if=/dev/zero of=vacío count=1024 bs=1024
```

De la misma manera que /dev/null, /dev/zero actúa como fuente y sumidero de información. Todas las escrituras a /dev/zero ocurren sin ningún efecto (lo mismo pasa con /dev/null, aunque /dev/null es más usado como sumidero de datos); todas las lecturas a /dev/zero retornan tantos caracteres NULLs como sean requeridos.